# Nokia 7610

Nokia 7610 are camera de 1 megapixel, Bluetooth și Pop-Port. Este disponibil în culorile Ruby și Onyx.

## Design
Ecranul și tastatura de pe partea din spate au aceeași formă. 
În partea de jos a telefonului exista portul de încărcare și o conexiune Pop-Port. 
Difuzorul este în partea stângă a telefonului.

## Multimedia
Camera de pe Nokia 7610 este de 1 megapixel și are o rezoluție de 1152 x 864 pixeli. Player-ul este Real Player suportă formatele audio 3GP/MP4/MP3/AMR/AAC și Real Media.

## Conectivitate
Nokia 7610 sprijină în GPRS Clasa 6. Browser-ul Opera este preinstalat. Smartphone-ul are Bluetooth, Pop-Port cu care se poate conecta la PC.

## Caracteristici
- Ecran 2.1 inchi cu rezoluția de 176 x 208 pixeli
- Memorie internă 8 MB, 32 MB RAM
- Camera de 1 megapixel
- Mufă audio de 2.5 mm
- Sistem de operare Symbian OS v7.0, S60 v2.0 UI
- Bluetooth 1.1
- Pop-Port
- Capace XpressOn